# لوسيان بورجيلي
لوسيان بورجيلي كاتب ومخرج مسرحي وسينمائي، لكن يشتهر غالبًا لأعماله الدولية في المسرحيات التفاعلية. كان وراء أول فرقة للعمل الارتجالي المحترف في الشرق الأوسط؛ متحديًا كل قوانين الرقابة التي لا تزال مطبقة بالمنطقة: كتحدي سلمي للحواجز الاجتماعية والثقافية باستخدام المسرح لإطلاق الحوار، تشجيع حرية التعبير، وكقوة حقيقية للتغير الإيجابي.  درس بمنحة فولبرايت وحمل ماجستير الفنون الجميلة في التصوير السينمائي من جامعة لويولا ماريماونت في لوس أنجلوس.
كل من أعمالها المسرحية والسينمائية جالت مهرجانات نقاد حول العالم أدت إلى فوزه بالعديد من الجوائز منها جائزة الشباب صاحب الإبداعية المجلس الثقافي البريطاني في إدنبرة، اسكتلندا سنة 2009. أحضر بورجيلي نهجه التقدمي للمسرح إلى مهرجان لندن الدولي للمسرح «ليفت» سنة 2012 بمسرحيته الغامرة شديدة اللهجة  «66 دقيقة في دمشق». بينما «66 دقيقة في دمشق» كانت ردًا على الأحداث الجارية في سوريا، فإن أعماله عادة ما تكون استجابةً للأحداث السياسية.
سنة 2012، أُختير بورجيلي من قبل سي إن إن كواحد من 8 من أكثر الأشخاص ابتكاراً ويتركون أثراً في لبنان والعالم. بعد عام، تحدى الحكومة اللبنانية بمسرحية ضد الرقابة باسم “بتقطع أو ما بتقطع؟” التي حظرت من العرض للعامة من الأمن العام اللبناني لكن خلقت رد فعل معادي غير مسبوق من الإعلام للمكتب. لذا، في مايو 2014 مديرية الأمن العام صادرت جواز سفر بورجيلي في إجراء إداري غامض حيث طلب منه أن «يتذكّر ما فعله في سنة 2013» غير أنها تراجعت عن قرارها بعد 48 ساعة اثر غضب في الأوساط اللبنانية. لنشاطه المعارضة للرقابة بأعماله الفنيّة في لبنان رُشِحَ لجائزة “حرية التعبير” السنوي لعام 2014 في مركز باربيكان بلندن من قبل منظمة «المؤشّر على الرقابة».

أحدث مسرحياته “أمة زائلة”، التي عرضت في مركز فنون باترسي في لندن كجزء من مهرجان لندن للمسرح 2014، تتناول اتفاقية سايكس بيكو، التي وقّعت عام 1916، بين الحلفاء، من أجل تقسيم نفوذهم في منطقة الشرق الأوسط. وهي مسرحية سياسية وتاريخية، لكنها أيضاً تفاعلية مع الجمهور.

## روابط خارجية
- لوسيان بورجيلي على موقع IMDb (الإنجليزية)